# Cameneri

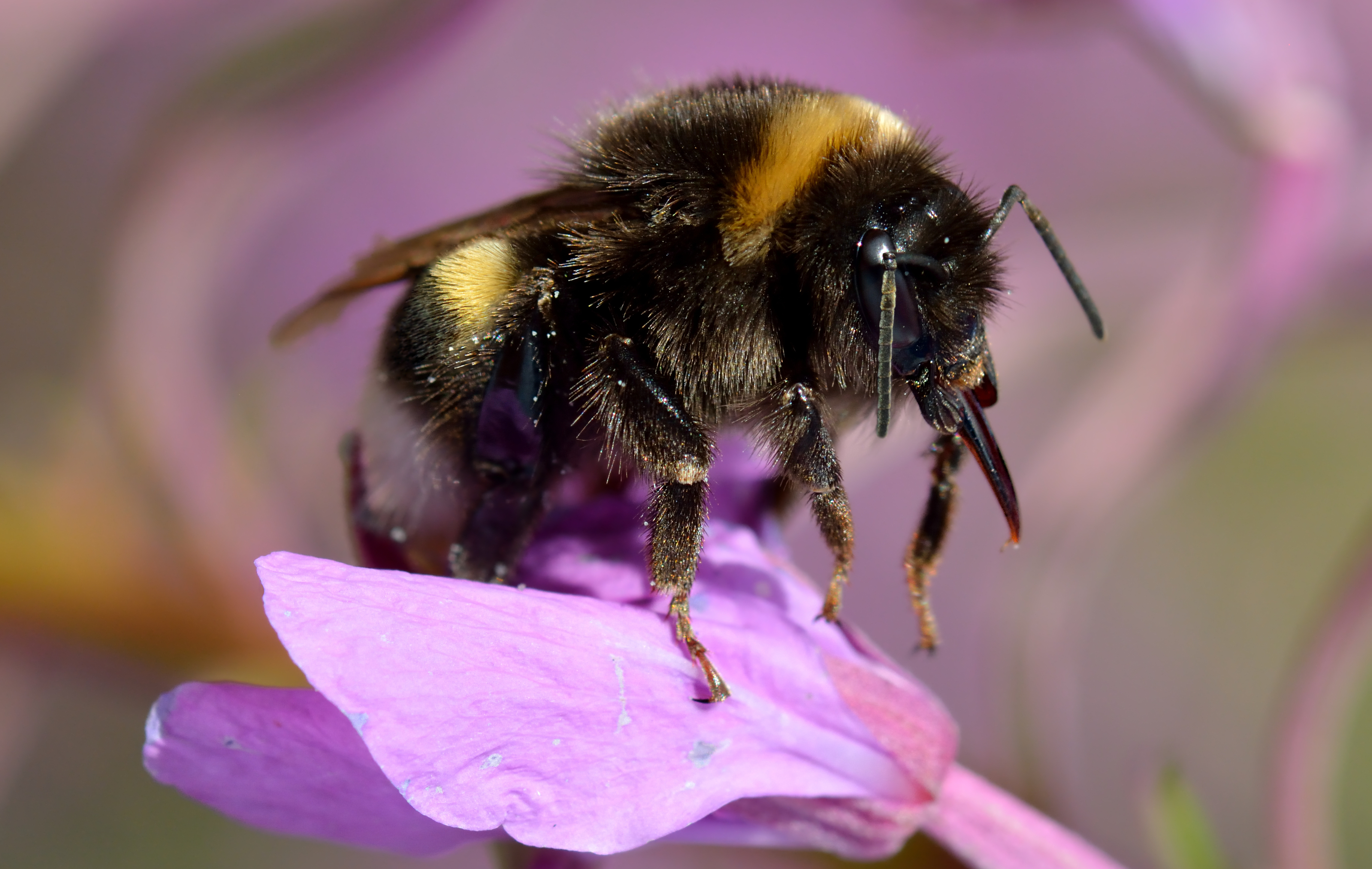

El cameneri o llorer de Sant Antoni (Epilobium angustifolium) és una planta herbàcia que pertany a la família de les onagràcies, que s'usa farmacològicament especialment en el tractament de diarrees, gastroenteritis i altres patologies del sistema digestiu, genitourinari i respiratori.
Es troba a gran part d'Europa i a la península Ibèrica és abundant als Pirineus i a les muntanyes de Sierra Nevada.

## Etimologia
Epilobium prové del grec (epi = sobre + lobion = fruit, ou: per la posició dels pètals sobre l'ovari) i angustifolium prové del llatí (angustus = estret + folium = fulla, per les seves fulles estretes).

## Sinònims[2]
- Epilobium verticillatum Ten. [1811,1815]
- Epilobium variabile Lucé [1823]
- Epilobium rubrum Lucé [1823]
- Epilobium neriifolium H. Levé [1896]
- Epilobium macrocarpum Stephan [1842]
- Epilobium leiostylon Peterm. [1849]
- Epilobium gracile Brügger [1882]
- Epilobium gesneri Vill. [1779]
- Epilobium brachycarpum Leight. [1841]
- Chamerion angustifolium (L.) Holub. [BB]
- Epilobium salicifolium Stokes [1812]
- Pyrogennema angustifolium (L.) Lunell [1916]
- Epilobium salicifolium Clairv. [1811]
- Chamaerion angustifolium (L.) Holub [1972]
- Chamaenerion angustifolium (L.) Scop.

## Noms populars
- Castellà: epilobio, laurel de San Antonio, aldefilla, maleza de los fuegos.
- Català: cameneri, epilobi, epilobi angustifoli, llorer de Sant Antoni.
- Anglès (UK): rosebay willow-herb, wickup.
- Anglès (USA): fireweed.
- Francès: épilobe, herbe de Saint Antoine.
- Holandès: weideroosje, wilgenroosje.
- Alemany: Waldröschen, Weidenröschen, Antonskraut.

## Ecologia

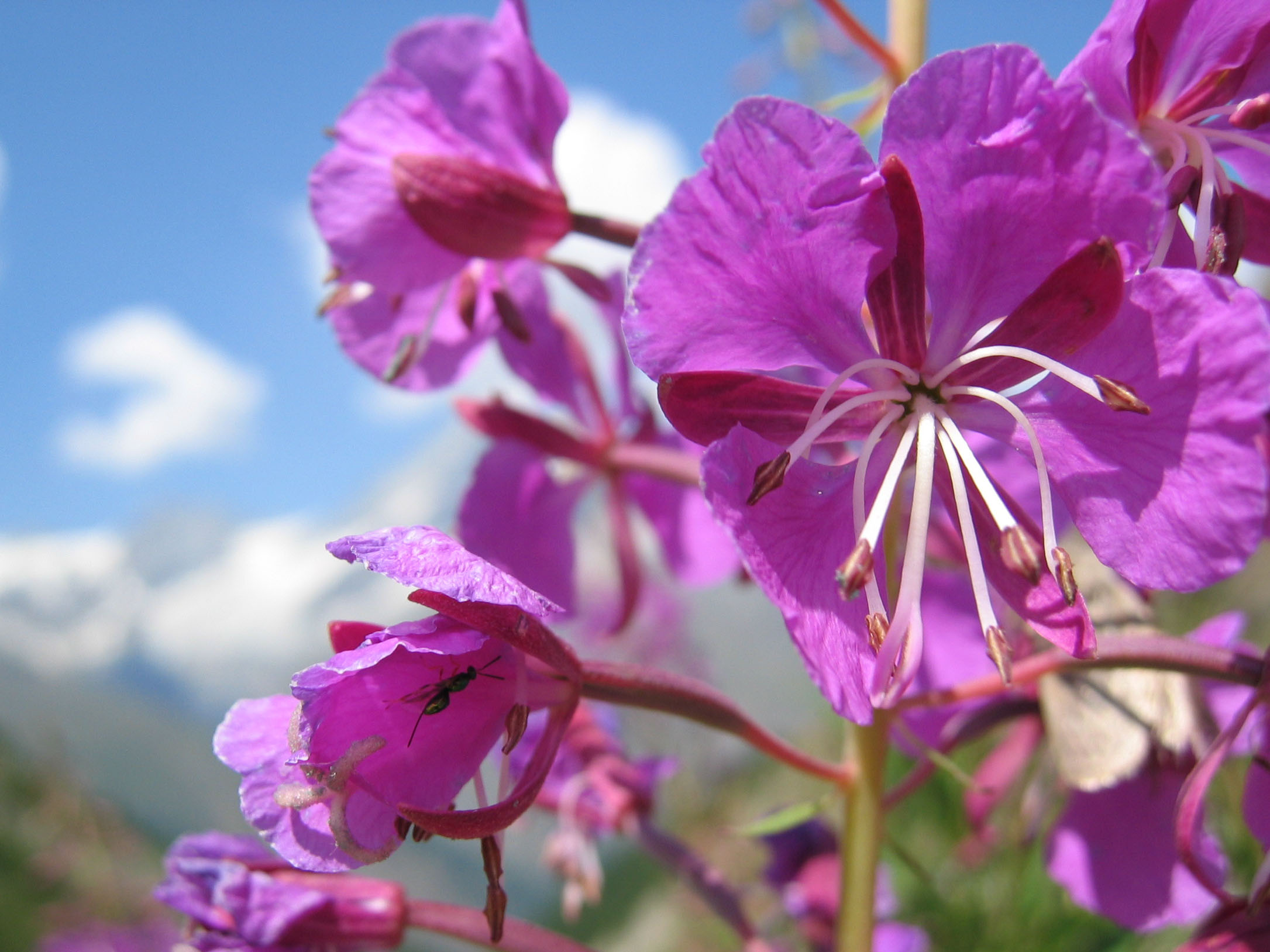
Flor d'Epilobium

### Distribució mundial
Es troba a gran part d'Europa (excepte Portugal) i menys freqüent al sud. Les espècies d'Epilobium que destaquem d'aquestes zones són: E. hirsutum, E. parviflorum, E. montanum, etc.
El E. lutenum el podem trobar a Amèrica del Nord.

### Distribució al Principat
A la península Ibèrica apareix a les muntanyes del nord, centre i a Sierra Nevada (Granada). Es coneixen 20 espècies d'Epilobium en els nostres territoris.

### Hàbitat
Creix especialment al costat del riu, en llocs humits i en climes freds o temperats, especialment en boscos freds de muntanya, en altituds de 1000 a 2100 m i en terrenys lleugerament àcids (pH 5-7). El podem trobar als arbustos, clarianes de boscos, terrenys erms (fins i tot en pobles), prats, abocadors, etc. Colonitza terrenys que han patit una ràpida mineralització de la matèria orgànica ocasionada per tales, focs, obertura de camins o pistes forestals.

## Descripció

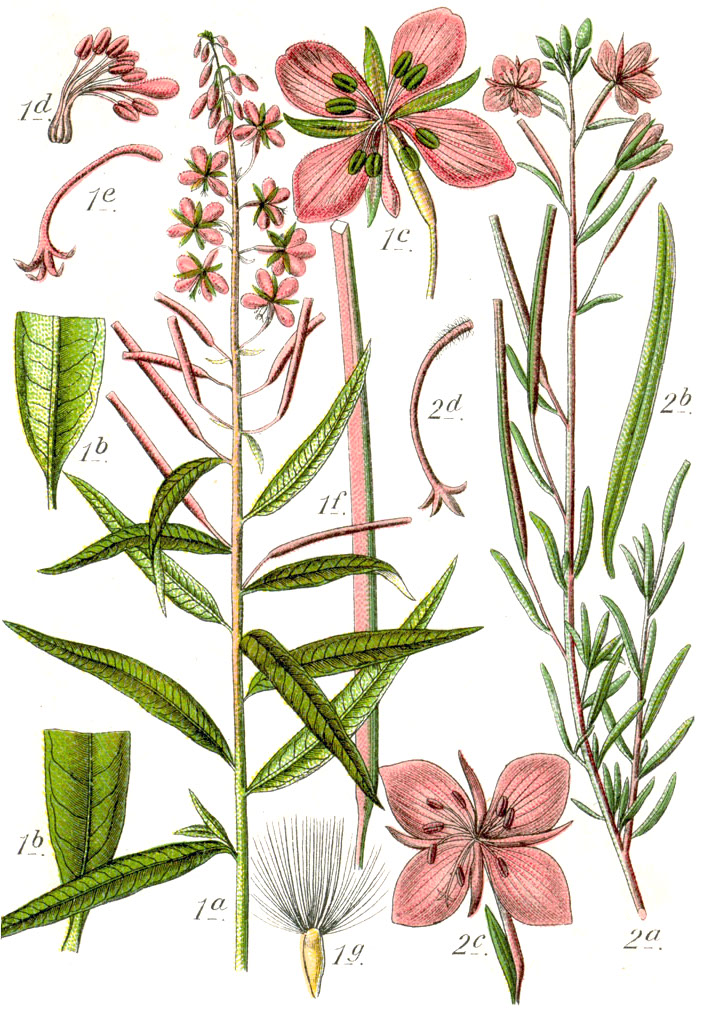
Parts de la planta

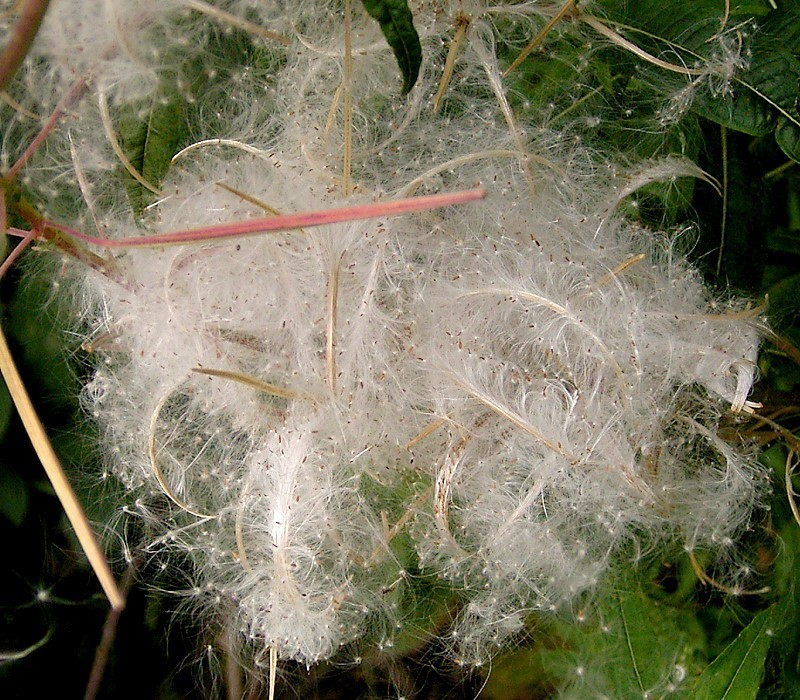
Fruit d'Epilobium

### Forma vital (de Raunkjaer)
Hemicriptòfit, i com a tal, els meristemes es troben just arran de terra en l'estació desfavorable, de manera que renoven la part aèria cada any, ja que no la conserven durant l'època desfavorable.

### Port i dimensions
Planta perenne de fins a 2,5 m d'alçada, amb un gruixut rizoma repent. El rovell del plançó de l'any anterior, protegit per fulles escamoses, passa l'hivern sota terra i dona lloc a la tija.
Tiges molt fulloses amb llargues fulles lanceolades disposades de forma decreixent als extrems, flors purpúries en raïm terminal.; calze vermellós, sense tub i amb pètals liles de 10 a 16 mm.

### Òrgans vegetatius
E. angustifolium té unes rels horitzontals caulògenes molt extenses. La tija epigea és erecta, rarament ramificada i amb un fullatge dens, de forma arrodonida i lleugerament angulosa, sovint amb uns certs matisos rojos.
Les fulles estan disposades de manera alternada, generalment ascendent, però disminueixen gradualment als extrems. Són curtament peciolades i lanceolades, de 3 a 8 cm de llargada i una quarta part d'amplada, d'un color verd- blavós al revers, amb nervis laterals ben desenvolupats, d'àpex acuminat i base atenuada, enrotllades per la punta i finament dentades. Són perennes i d'aspecte semblant a les del llorer. És una planta pubescent, és a dir, amb pèls curts i suaus.

### Òrgans reproductors
- Repartició de sexes: les flors són hermafrodites lleugerament zigomorfes, tetràmeres i epígines.
- Inflorescència: inflorescència racemosa en raïm, fins a 70 flors que sorgeixen des de les axil·les de bràctees, les inferiors semblants a les fulles i les superiors amb forma d'escama.
- Morfologia i color del periant: Flors grans i nombroses, simètriques lateralment, actinomorfes, horitzontals, de 2 a 3 cm de diàmetre; piramidals de color rosat púrpura clar o a vegades blanc; d'aquí deriva el nom ”adelfilla”.

Corol·la cruciforme composta per quatre grans pètals pedunculats, de color lila o púrpura, més aviat arrodonits; els superiors tendeixen a ser més curts que els inferiors, en forma d'ungla.
Quatre sèpals actinomorfs lanceolats lineals, vermellosos per fora, gairebé tan llargs com la corol·la (poden fer fins a 1,3 cm de llargada).
Estigma amb quatre lòbuls.
- Androceu: consisteix en 8 estams,[9] (4 opositipètals i 4 alternipètals) monadelfs, singenèsics i disposats en dos verticils. A més a més, són confluents, inclusos respecte a la corol·la i juntament amb l'estil estan corbats cap a baix.
- Gineceu: ovari ínfer i epigidi. Forma un tub tetralocular del qual sorgeix un estil reflex que finalitza en un estigma quadricular.
- Fruit: El fruit és simple dehiscent. Les llavors són llises i s'agrupen en càpsules allargades i estretes amb quatre cel·les. Cada una està proveïda de diversos filaments plomosos.

## Farmacologia

### Part utilitzada (droga)
S'utilitza tota la planta però sobretot els brots joves i les fulles.

### Composició química
- Glucòsids:[10] derivats del Kaempferol, querceto i myricetol.
- Esteroides: sitosterol-3-glucòsids, acil-sitosterolglicòsid i palmitat de beta-sitosterol.
- Àcids ursòlic i oleanòlic: tanins gàlics.

### Usos medicinals
Els brots joves i les rels, de gust dolç, es recullen abans de la floració i es preparen com si fossin espàrrecs.
Les fulles s'assequen i així es poden utilitzar en infusions.
Les fulles tendres s'utilitzen com a amanida o com a verdures semblants a la col.
De les llavors se'n pot obtenir una fibra capaç de ser filada.

### Accions farmacològiques i propietats
Emulgent, tònica i astringent
- Sistema digestiu: important per combatre diarrees,[11] gastroenteritis i en general totes les inflamacions de la mucosa digestiva gràcies al seu alt contingut en emol·lients.
- Sistema genitourinari: acció inhibidora de la síntesi de prostaglandina, es recomana en el tractament de l'adenoma de la pròstata.
- Sistema respiratori: s'aplica en el tractament de tos espasmòdica i asma.

Per via externa s'ha recomanat tradicionalment com a emulgent i astringent, aplicat en forma de compresa sobre diverses faccions de la pell. Degut aquest mateix motiu, forma part de la composició d'alguns productes cosmètics per a pells sensibles. Inhibeix els enzims que col·laboren en la transformació de la testosterona en dihidrotestosterona (responsable de malmetre el fol·licle pilós i desencadena la pèrdua lenta de cabell (sobretot en homes).
Tòpicament, s'utilitza en cas d'estomatitis (inflamació de la mucosa bucal), meningitis i faringitis, en forma de gargarismes, amb un efecte inflamatori.

### Toxicitat
S'ha de tenir en compte amb l'alcohol de l'extracte fluid.

## Observacions
En determinats països d'Amèrica del Nord com Alaska on les condicions climàtiques són òptimes per a la vida d'aquesta planta, se n'extreu la mel i es comercialitza.
La mel d'Epilobium angustifolium és gairebé descolorida, de textura sedosa i llisa i de gust lleuger (se l'anomena "xampany de tota la mel").
Amb les fulles seques s'elabora un te dolç anomenat a Rússia Kaporie (10% de tanins).
Durant la Segona Guerra Mundial, després del bombardeig de Londres, en molts dels solars amb enderrocs abandonats aviat va néixer aquesta planta.
Floreixen des de finals de primavera fins a finals d'estiu.

### Aplicacions
- Infusions: 5g per tassa. Tres tasses al dia.
- Extracte sec (5:1): 300mg per càpsula, una a tres al dia.
- Extracte fluid (1:1): 30-50 gotes, una tres vegades el dia.
- Ús extern: Extracte glicòlic (1:5); en gels o cremes.

## Galeria d'imatges

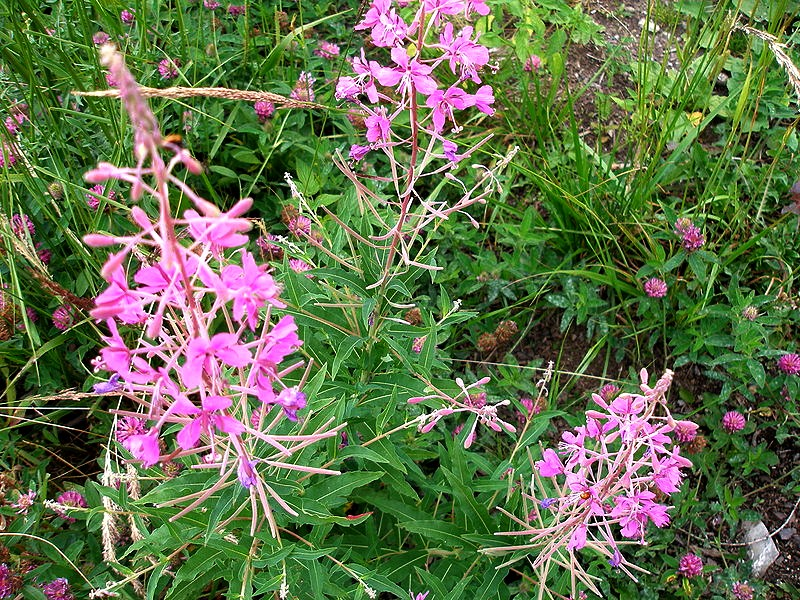
Aspecte general
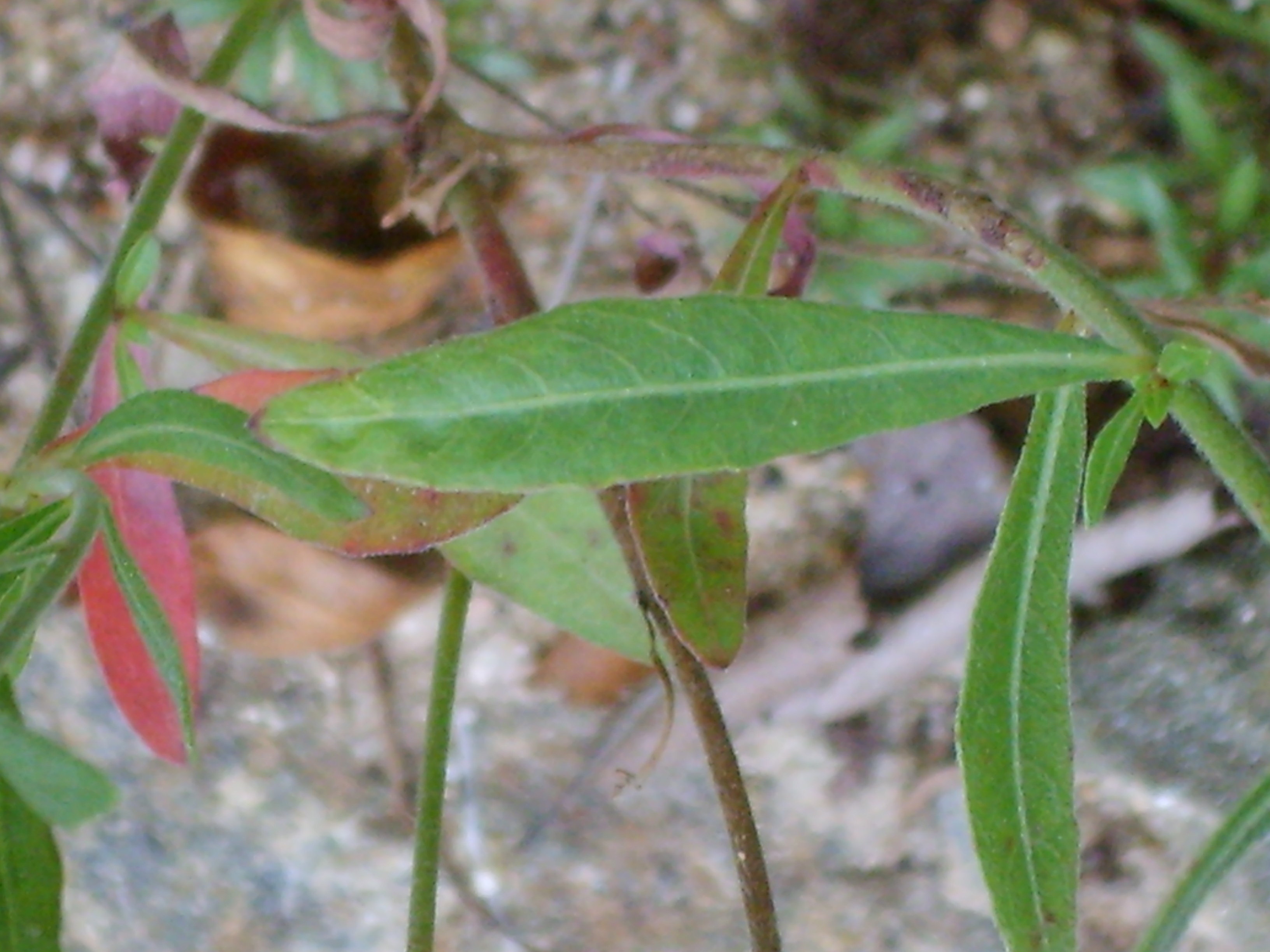
Detall fulles
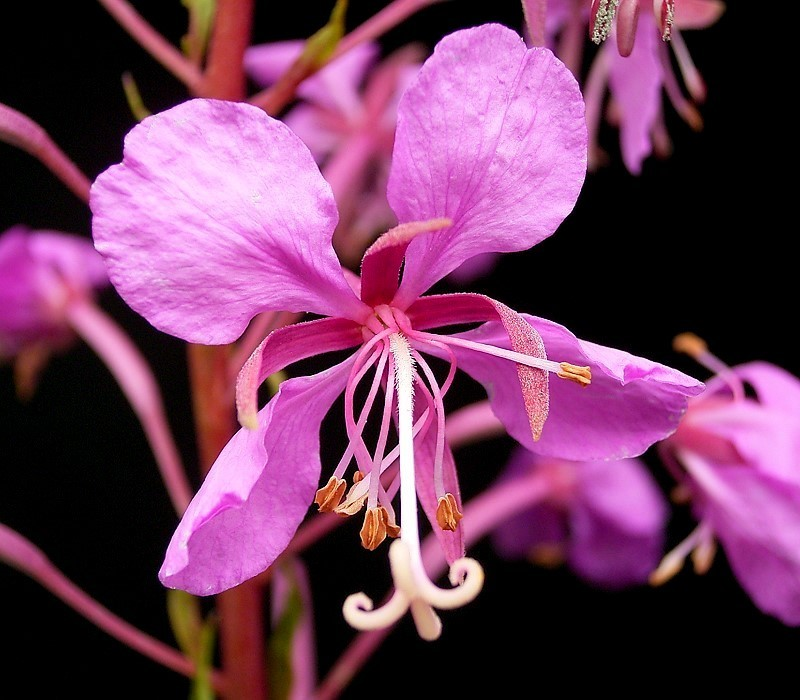
Detall flors
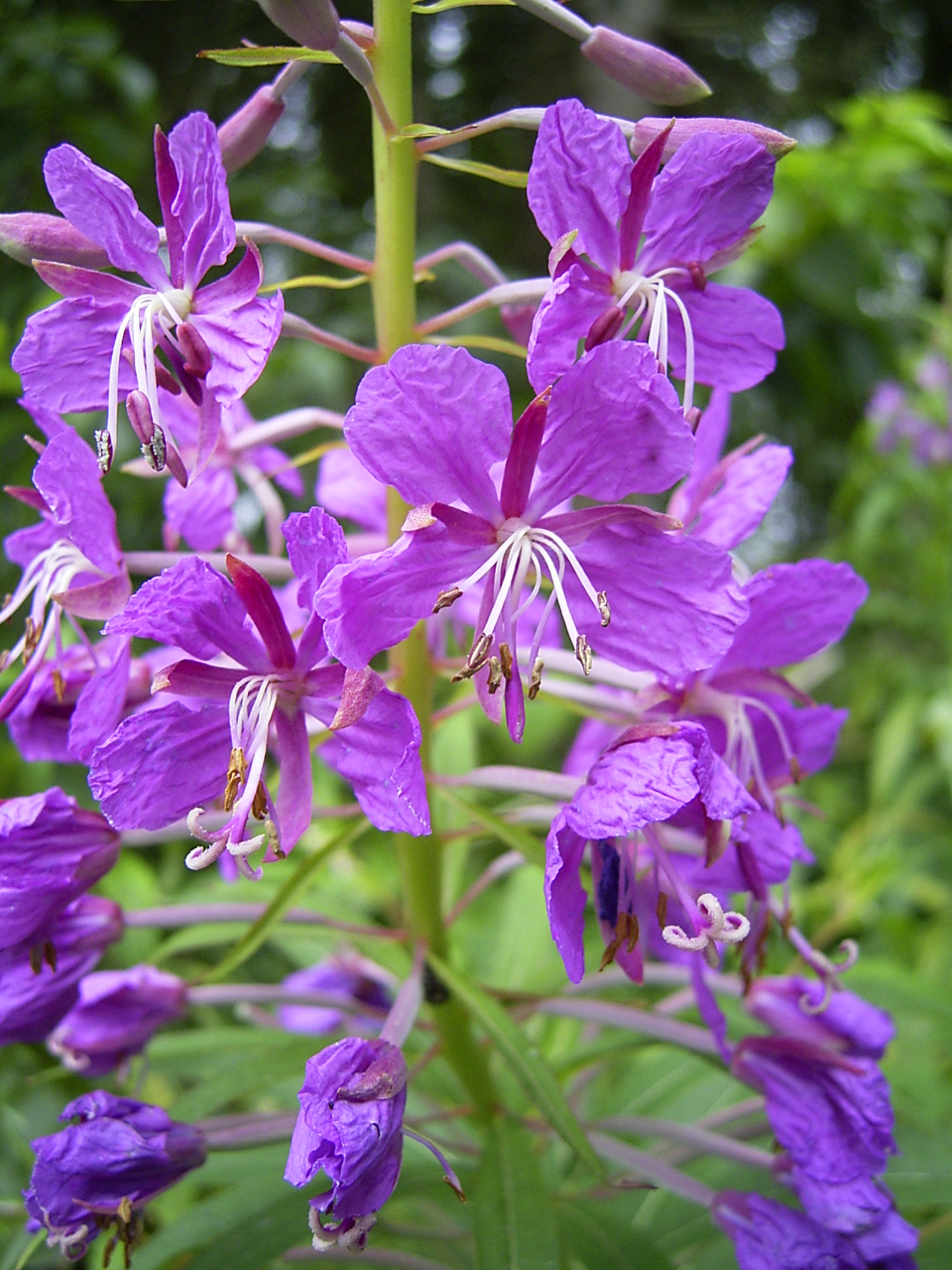
Flors
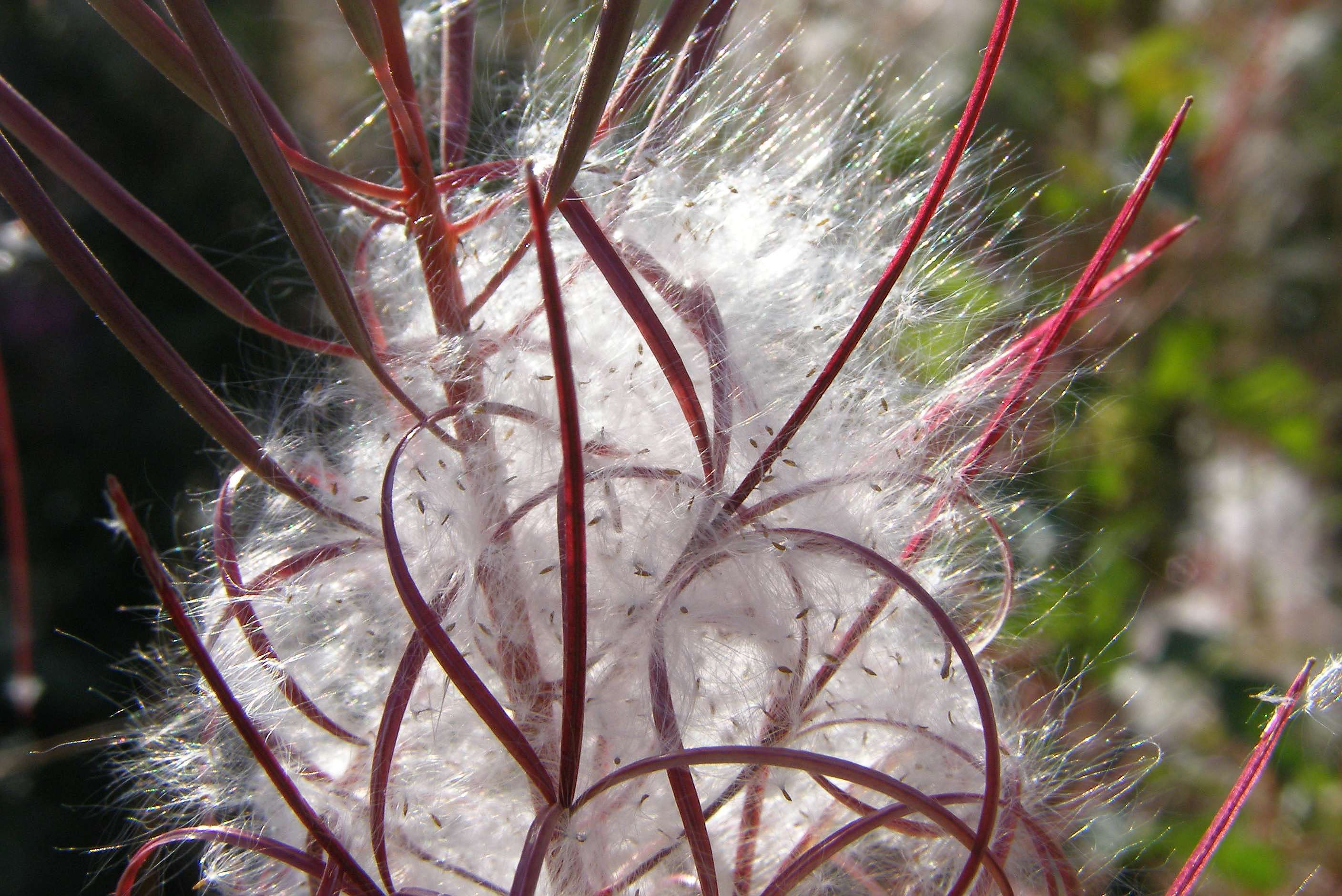
Detall fruit i llavors